# Biserica de lemn Adormirea Maicii Domnului din Dumbrăveni, Gorj

Biserica de lemn „Adormirea Maicii Domnului” din Dumbrăveni, comuna Crasna, județul Gorj, foto. septembrie 2011.

Biserica (sud-vest)

Biserica și clopotnița

Console şi capăt de stâlp la pridvor

Stâlpi şi fruntar la pridvor

Biserica de lemn cu hramul „Adormirea Maicii Domnului” din Dumbrăveni, comuna Crasna, județul Gorj, a fost construită în 1768. Biserica se află pe noua listă a monumentelor istorice sub codul LMI:  GJ-II-m-B-09298.

## Istoric și trăsături
Biserica se află în cătunul Hotin la limita dintre satele Drăgoiești și Dumbrăveni.
Pereții înscriu o navă dreptunghiulară, în timp ce altarul este decroșat numai în registrul de jos (nord și sud). Cadrele originare ale intrărilor au dispărut încă din secolul al XIX-lea, fiind înlocuite de montanți simpli.
Acoperirea interioară cuprinde o boltă în leagăn peste navă, cu arc ce se descarcă pe grinda de naștere; la altar: boltă semicilindrică și fâșii curbe tangente la pereți. 
Prispa de pe latura de vest este decorată cu măiestrie, undrelele, cosoroabele, fruntarul, stâlpii fiind bogat ornamentate.
La acoperișul unitar, fără clopotniță, țigla a înlocuit șindrila deteriorată. Din 1923 are sub temelie un soclu mic din piatră.
Tâmpla din naos este compusă din icoane mobile, dispuse în registre, delimitate de stinghii, medalioanele profeților, apostolii, praznice, icoanele împărătești și ușile împărătești, cu Buna Vestire în decor arhitectural și busturile regilor David și Solomon. 
Tâmplișoara din pronaos cuprinde friza cu mucenici și mucenițe, cu medalioane cu flori în centru, Sfinții Împărați Constantin și Elena, icoanele împărătești: Deisis, Maria cu Pruncul și arhanghelii, Cuvioasa Paraschiva. Pictura de la Hotin poate fi atribuită zugravului Constandin, prin analogie cu creațile realizate în apropiere, la Dumbrăveni, în 1824.

## Imagini din exterior

Tablă de monument
Biserica (est)
Clopotnița
Biserica (sud-vest)
Biserica (sud-est)
Altarul, decroşat în registrul de jos
Undrea
Pridvorul, latura de sud
Fruntarul, tăiat pe intrados în arcaturi şi acolade
Stâlp şi console la prispă
Cadrul actual al intrării, format din montanţi simpli
Cosoroaba, cu chenar în dinte de lup
Fereastră
Îmbinările bârnelor de la bază
Console uriaşe la altar
Drumul spre biserică